# Karmrashen (Vayots Dzor)
Karmrashen (in armeno Կարմրաշեն?) è un comune di 318 abitanti (2001) della Provincia di Vayots Dzor in Armenia.